# TD Canada Trust Tower (Calgary)
La TD Canada Trust Tower est un gratte-ciel de bureaux de 162 mètres de hauteur construit à Calgary au Canada en 1991.
La surface de plancher de l'immeuble est de 57 379 m2 desservi par 15 ascenseurs.
L'immeuble a été conçu par l'agence d'architecture WZMH Architects